# Epicorsia
Epicorsia é um gênero de mariposa pertencente à família Crambidae.